# Президентский референдум в Ираке (2002)
Президентский референдум проходил в Ираке 16 октября 2002 года.

## Порядок проведения
Президент Ирака избирался на срок 7 лет.
Референдум проходил на безальтернативной основе: единственным кандидатом был выдвинут Саддам Хусейн, на бюллетенях были написаны только слова «да» и «нет».
Ранее сообщалось, что референдум будет проводиться 15 октября, однако в итоге дату перенесли.

## Результаты
Согласно официальным данным, явка составила 100 %.
По итогам референдума Саддам Хусейн был переизбран на должность президента абсолютным большинством избирателей: за него проголосовали 100 % участников референдума, при этом ни один из них не проголосовал против
|                                | Кол-во голосов | %   |
| ------------------------------ | -------------- | --- |
| За                             | 11 445 638     | 100 |
| Против                         | 0              | 0   |
| Недействительные/пустые бланки | -              | -   |
| Итого                          | 11 445 638     | 100 |